# حسن آباد (قلعة خواجة)
حسن آباد (بالفارسية: حسن‌آباد) هي منطقة سكنية تقع في إيران في قسم قلعة خواجة الريفي. يقدر عدد سكانها بـ 177 نسمة .